# Gainax
Gainax (яп. ガイナックス Гайнаккусу, «Гайнакс») — аниме-студия, созданная в 1984 году. На ней были созданы такие известные сериалы, как «Евангелион», Kare Kano, FLCL, «Гуррен-Лаганн» и Gunbuster. 7 июня 2024 года было объявлено о банкротстве из-за невозможности погасить долги перед кредиторами. Торговая марка Gainax перешла к Studio Khara.

## История
Студия Gainax была основана 25 декабря 1984 года группой молодых художников-аниматоров Хироюки Ямагой, Хидэаки Анно, Ёсиюки Садамото и Тосио Окадой. Впервые она заявила о себе созданием полнометражного аниме «Королевский десант», OVA Gunbuster и сериалом Nadia: The Secret of Blue Water. Президентом студии стал режиссёр «Королевского десанта» Ямага Хироюки, главным режиссёром — Анно, а Садамото занял пост ведущего дизайнера. Gainax сделала себе имя созданием экспериментального аниме, нарушающего или расширяющего каноны традиционных жанров. В ходе осуществления своих проектов, студия постоянно сталкивалась с финансовыми и производственными проблемами, эта тенденция наблюдалась фактически во всех серьёзных проектах, в частности в «Евангелионе» и выпущенном позднее Kare Kano.
В 1991 в продаже появилась первая игра-бестселлер студии — Princess Maker. В 1992 году из Gainax ушла группа молодых аниматоров, во главе которых стоял Сёдзи Мурахама. Они создали собственную студию компьютерной анимации Gonzo.
В 1998 году студия была обвинена в сокрытии доходов на общую сумму в полтора миллиарда иен и уклонении от уплаты 560 миллионов иен налогов с этой суммы. Так, бумажные источники утверждали, что с 1995 по 1997 год студия получила более двух миллиардов на показе «Евангелиона» по телевидению и в кинотеатрах. Однако, за счёт раздутых затрат на производство, чистая прибыль составила всего 500—600 миллионов. В 1999 году расследование привело к аресту директора Такэдзи Савамуры по обвинению в сокрытии доходов студии за 1996—1997 год. По схожим обвинениям был арестован и бухгалтер Ёсикацу Ивасаки. По утверждению обвинителей, дабы сокрыть свои доходы, студия платила другим компаниям по фиктивным контрактам. В дальнейшем эти компании возвращали уплаченные им суммы, минус премия за проведение фиктивной сделки.
В 2007 году компанию покинул Хидэаки Анно, ранее создавший Studio Khara, не сумев договориться c руководством о самостоятельном контроле производственного процесса Rebuild of Evangelion. Тем не менее они продолжали сотрудничать ещё некоторое время, выпустив «Евангелион 1.11: Ты (не) один».
В 2011 году Хироюки Имаиси и Масахико Оцука ушли из Gainax, вскоре основав свою собственную студию Trigger.
В августе 2011 года ADV подала в суд на Gainax за нарушение условий контракта по производству игрового фильма Neon Genesis Evangelion. Сотрудничество было приостановлено, а выпуск отменён.
В 2014 году Gainax попросил Studio Khara о кредите в размере 100 миллионов иен (около 1 миллиона долларов США), заявив, что если они не получат деньги в течение трёх дней, то обанкротятся. Поскольку просьбу озвучил старый друг Ясухиро Такэда, Хидэаки Анно согласился, но в качестве условия Gainax должен был передать права на всю продукцию и роялти по франшизе «Евангелион» на год раньше, чем планировалось. Всё оговаривалось без каких-либо процентов. Однако компания не только не выплатила кредит, но и продала права на Gunbuster и Diebuster основанной в 2015 году студии Fukushima Gainax, а FLCL полностью Production I.G, не сказав никому в Khara, работники которой активно участвовали в создании вышеуказанных аниме.
Также была создана новая компания Gainax West, и за рубежом заключались сомнительные коммерческие сделки. В 2016 году Анно подал иск о взыскании долгов, суд удовлетворил требования. Однако средства на счёт Studio Khara так и не поступили. «Я разочарован не как менеджер компании, которая давала им деньги, а как друг из наших университетских дней. И моё самое большое разочарование в том, что я никогда не смогу восстановить с ними те отношения», — написал Хидэаки.
5 декабря 2019 года полиция арестовала Томохиро Маки, одного из директоров Gainax, за совершение непристойных действий по отношению к несовершеннолетней девушке-сэйю. Он был признан виновным в совершении преступления и приговорён окружным судом Токио к 2,5 годам лишения свободы. 28 декабря новым представительным директором стал Ясухиро Камимура. В правление также вошли Юко Такаиси (Kadokawa), Ацуси Морияма (King Records) и Ёсики Уса (Trigger); аудитором назначен Нобухико Хаяси.
Утратив права на «Евангелион», Gainax сохраняла собственность на короткометражные аниме Daicon и пресекала попытки их неофициальной реставрации, в то же время не издавая свою версию. Проблема в том, что там представлены музыка и персонажи, защищённые авторским правом. Увидеть это официально гораздо труднее, чем восстановить в цифровом формате.
На фестивале Anime Expo 2023 было объявлено, что Gainax передаёт Trigger права на Panty & Stocking with Garterbelt.
В мае 2024 года Gainax был предъявлен иск коллекторского агентства о взыскании долгов. 29 мая компания подала заявление в окружной суд Токио, а 5 июня получила решение о начале банкротства. Общая задолженность перед 71 кредитором составила около 380 миллионов иен (2,42 миллиона долларов).

## Работы студии

### ТВ-сериалы
| Название                                                                                       | Начало показа    | Конец показа     | Совместно с                                       | Примечание |
| ---------------------------------------------------------------------------------------------- | ---------------- | ---------------- | ------------------------------------------------- | ---------- |
| Nadia: The Secret of Blue Water                                                                | 13 апреля 1990   | 12 апреля 1991   | Group TAC                                         |            |
| «Евангелион»                                                                                   | 4 октября 1995   | 27 марта 1996    | Production I.G Tatsunoko Studio Ghibli Star Child |            |
| «Он и она и их обстоятельства»                                                                 | 2 октября 1998   | 26 марта 1999    | J.C.Staff                                         |            |
| Modern Love’s Silliness (Oruchuban Ebichu; Koume-chan ga Iku!; Ai no Wakakusayama Monogatari.) | август 1999      | октябрь 1999     | Group TAC                                         |            |
| Mahoromatic                                                                                    | 26 сентября 2002 | 16 января 2003   | Shaft                                             |            |
| Magical Shopping Arcade Abenobashi                                                             | 4 апреля 2002    | 27 июня 2002     | Madhouse                                          |            |
| Petite Princess Yucie                                                                          | 30 сентября 2002 | 24 марта 2003    | AIC                                               |            |
| Melody of Oblivion                                                                             | 6 апреля 2004    | 21 сентября 2004 | J.C.Staff                                         |            |
| This Ugly and Beautiful World                                                                  | 1 апреля 2004    | 17 июня 2004     | Shaft                                             |            |
| He Is My Master                                                                                | 7 апреля 2005    | 30 июня 2005     | Shaft                                             |            |
| «Гуррен-Лаганн»                                                                                | 1 апреля 2007    | 30 сентября 2007 |                                                   |            |
| Corpse Princess (Corpse Princess Aka и Corpse Princess Kuro)                                   | 2 октября 2008   | 26 марта 2009    | Feel                                              |            |
| Hanamaru Kindergarten                                                                          | 11 января 2010   | 29 марта 2010    |                                                   |            |
| Panty & Stocking with Garterbelt                                                               | 1 октября 2010   | 24 декабря 2010  |                                                   |            |
| Bibliotheca Mystica de Dantalian                                                               | 16 июля 2011     | 1 октября 2011   |                                                   |            |
| Medaka Box и Medaka Box Abnormal                                                               | 5 апреля 2012    | 27 декабря 2012  |                                                   |            |
| Stella Women’s Academy, High School Division Class C³                                          | 4 июля 2013      | 26 сентября 2013 |                                                   |            |
| Magica Wars                                                                                    | 8 апреля 2014    | 30 сентября 2014 |                                                   |            |
| Wish Upon the Pleiades                                                                         | 9 апреля 2015    | 24 июня 2015     |                                                   |            |

### Полнометражные работы
| Название                                         | Год(ы)    | Режиссёр(ы)                          | Совместно с                                | Примечания |
| ------------------------------------------------ | --------- | ------------------------------------ | ------------------------------------------ | --- |
| «Королевский десант»                             | 1987      | Хироюки Ямага                        |                                            | |
| Nadia: The Movie                                 | 1991      | Сё Аоно                              | Sei Young                                  | |
| Evangelion: Death and Rebirth                    | 1997      | Хидэаки Анно Масаюки Кадзуя Цурумаки | Tatsunoko (Death) Production I.G (Rebirth) | |
| «Конец Евангелиона»                              | 1997      | Хидэаки Анно Кадзуя Цурумаки         | Production I.G                             | |
| Revival of Evangelion                            | 1999      | Хидэаки Анно                         | Production I.G                             | |
| Cutie Honey                                      | 2004      | Хидэаки Анно                         |                                            | Анимация опенинга |
| Gunbuster vs. Diebuster                          | 2006      | Хидэаки Анно Кадзуя Цурумаки         |                                            | |
| Rebuild of Evangelion (Серия из четырёх фильмов) | 2007–2021 | Хидэаки Анно Кадзуя Цурумаки         |                                            | Произведено на Studio Khara. Gainax присутствовала как владелец франшизы до 2014 года, участвовала в производстве «Евангелион 1.11: Ты (не) один». |
| Gurren Lagann The Movie (Серия из 2 фильмов)     | 2008–2009 | Хироюки Имаиси                       |                                            | |

### OVAи ONA
| Название                         | Года(а)   | Режиссёр                 | Совместно с                  | Примечания |
| -------------------------------- | --------- | ------------------------ | ---------------------------- | ---------- |
| The Chocolate Panic Picture Show | 1985      | Камуи Фудзивавра         | Barque/Studio-2B Productions | Анимация   |
| «Яблочное зёрнышко»              | 1988      | Казуёси Катаяма          | Bandai Visual                |            |
| Mahjong Hisho-den: Naki no Ryu   | 1988-1990 | Сатоси Дэдзаки           | Magic Bus                    |            |
| Gunbuster                        | 1988-1989 | Хидэаки Анно             |                              |            |
| Beat Shot                        | 1989      | Такаси Акимото           |                              |            |
| Circuit no Okami                 | 1990      | Ёсихидэ Курияма          |                              |            |
| Honoo no Tenkousei               | 1991      | Кацухико Нисидзима       |                              |            |
| Money Wars                       | 1991      | Юсаку Саотомэ            |                              |            |
| Otaku no Video                   | 1991      | Такэси Мори              |                              |            |
| K.O. Beast                       | 1992-1993 | Хироси Нэгиси            | Project B4, Animate Film     |            |
| Casshan: Robot Hunter            | 1993      | Хироюки Фукусима         | Tatsunoko Productions        | 4-й эпизод |
| Debutante Detective Corps        | 1996      | Акиюки Синбо             | Studio 4°C/FAI               |            |
| FLCL                             | 2000      | Казуя Цурумаки           | Production I.G               |            |
| Anime Tenchou                    | 2002      | Хироюки Имаиси           | Animate Film                 |            |
| Submarine 707R                   | 2003      | Сёити Масуо Хидэаки Анно | Group TAC, Ashi Productions  |            |
| Re: Cutie Honey                  | 2004      | Хидэаки Анно             | Toei Animation               |            |
| Diebuster                        | 2004      | Казуя Цурумаки           |                              |            |
| Wish Upon the Pleiades           | 2011      | Сёдзи Саэки              |                              |            |

### Другие работы
| Название                 | Год  | Режиссёр          | Студия    |
| ------------------------ | ---- | ----------------- | --------- |
| Anime Ai no Awa Awa Hour | 1999 | Кумэ Иссэй        | Group TAC |
| C3-bu                    | 2013 | Кавадзири Масаёси |           |
| Mahou Shoujo Taisen      | 2014 | Оноги Аяно        |           |

## Сотрудники студии
- Хидэаки Анно (1984—2007[17][18])
- Хироюки Ямага
- Синдзи Хигути
- Ёсиюки Садамото
- Тосио Окада (1984—1992)
- Кадзуя Цурумаки (1990—2007)
- Хироаки Иноуэ
- Ясухиро Такэда
- Таками Акаи (1984—2007)
- Такэдзи Савамура
- Ёсикацу Ивасаки
- Томохиро Маки (2015—2019)
- Ясухиро Камимура (2019—2024)